# Pierrepont Manor
Pierrepont Manor – jednostka osadnicza w Stanach Zjednoczonych, w stanie Nowy Jork, w hrabstwie Jefferson.